# Піскаркові
Піскаркові (Callionymidae) — родина морських риб ряду Окунеподібних. Наукова назва, Callionymidae, походить від грец. kallis, "гарне", і грец. onyma, "ім'я"). Поширені здебільш у тропічних водах західної Індо-Пацифіки. Родина містить близько 186 видів у 18 родах.

## Роди
- Anaora
- Bathycallionymus Nakabo, 1982
- Callionymnus
- Callionymus Linnaeus, 1758
- Calliurichthys
- Callyonimus
- Chalinops
- Collyonimus
- Dactylopus Gill, 1859
- Diplogrammus Gill, 1865
- Draculo Snyder, 1911
- Eleutherochir
- Eocallionymus
- Foetorepus Whitley, 1931
- Foeturepus
- Minysynchiropus
- Neosynchiropus
- Paracallionymus Barnard, 1927
- Paradiplogrammus
- Protogrammus Fricke, 1985
- Pseudocalliurichthys
- Repomucenus
- Spinicapitichthys
- Synchirops
- Synchiropus
- Tonlesapia